# Чемпионат Европы по лёгкой атлетике 2014 — спортивная ходьба на 50 километров (мужчины)
Соревнования в спортивной ходьбе на 50 км у мужчин на чемпионате Европы по лёгкой атлетике в Цюрихе прошли 15 августа 2014 года на двухкилометровом круге, проложенном по городским улицам недалеко от реки Лиммат.

## Рекорды
До начала соревнований действующими были следующие рекорды.
| Мировой рекорд                   | Денис Нижегородов (Россия)   | 3:34.14 | Чебоксары, Россия | 11 мая 2008    |
| Рекорд Европы                    | Денис Нижегородов (Россия)   | 3:34.14 | Чебоксары, Россия | 11 мая 2008    |
| Рекорд чемпионатов Европы        | Роберт Корженёвский (Польша) | 3:36.39 | Мюнхен, Германия  | 8 августа 2002 |
| Лучший результат сезона в мире   | Александр Яргунькин (Россия) | 3:42.26 | Чебоксары, Россия | 7 июня 2014    |
| Лучший результат сезона в Европе | Александр Яргунькин (Россия) | 3:42.26 | Чебоксары, Россия | 7 июня 2014    |

## Расписание
| Дата            | Время | Раунд соревнований |
| --------------- | ----- | ------------------ |
| 15 августа 2014 | 9:00  | Финал              |

Время местное (UTC+2)

## Медалисты
| Золото             | Серебро            | Бронза             |
| Йоанн Дини Франция | Матей Тот Словакия | Иван Носков Россия |

## Результаты
Старт заходу был дан 15 августа в 9:00 по местному времени. На дистанцию отправились 34 ходока из 18 стран. После непродолжительной разминки на первых километрах в лидеры вышли действующий чемпион Европы Йоанн Дини из Франции и лидер сезона россиянин Михаил Рыжов. Уже к 20-му километру они оторвались на 25 секунд от преследователей и долгое время шли вместе. Решающее ускорение Дини предпринял на 37-м километре, поддержать которое Рыжов был не в силах. Француз провёл феноменальную вторую половину дистанции. На 40-м километре он уже шёл по графику мирового рекорда, а в дальнейшем только наращивал темп. В результате прежнее достижение россиянина Дениса Нижегородова он превзошёл более чем на полторы минуты — 3:32.33. Удивительна и раскладка дистанции Дини: каждые следующие 10 км он проходил неизменно быстрее предыдущих (43.44-43.11-42.25-41.52-41.21). Серебро с национальным рекордом 3:36.21 выиграл представитель Словакии Матей Тот, а бронзу — Иван Носков из России, показавший лучший результат в карьере (3:37.41). Оба они обошли на заключительном отрезке заметно сдавшего Рыжова, который на морально-волевых усилиях закончил дистанцию 4-м (впоследствии его результат был аннулирован в связи с нарушением антидопинговых правил). Действующий чемпион мира ирландец Роберт Хеффернан не финишировал, сойдя до 40-го километра.

Обозначения: WR — Мировой рекорд | ER — Рекорд Европы | CR — Рекорд чемпионатов Европы | NR — Национальный рекорд | NUR — Национальный рекорд среди молодёжи | EL — Лучший результат сезона в Европе | PB — Личный рекорд | SB — Лучший результат в сезоне | DNS — Не стартовал | DNF — Не финишировал | DQ — Дисквалифицирован

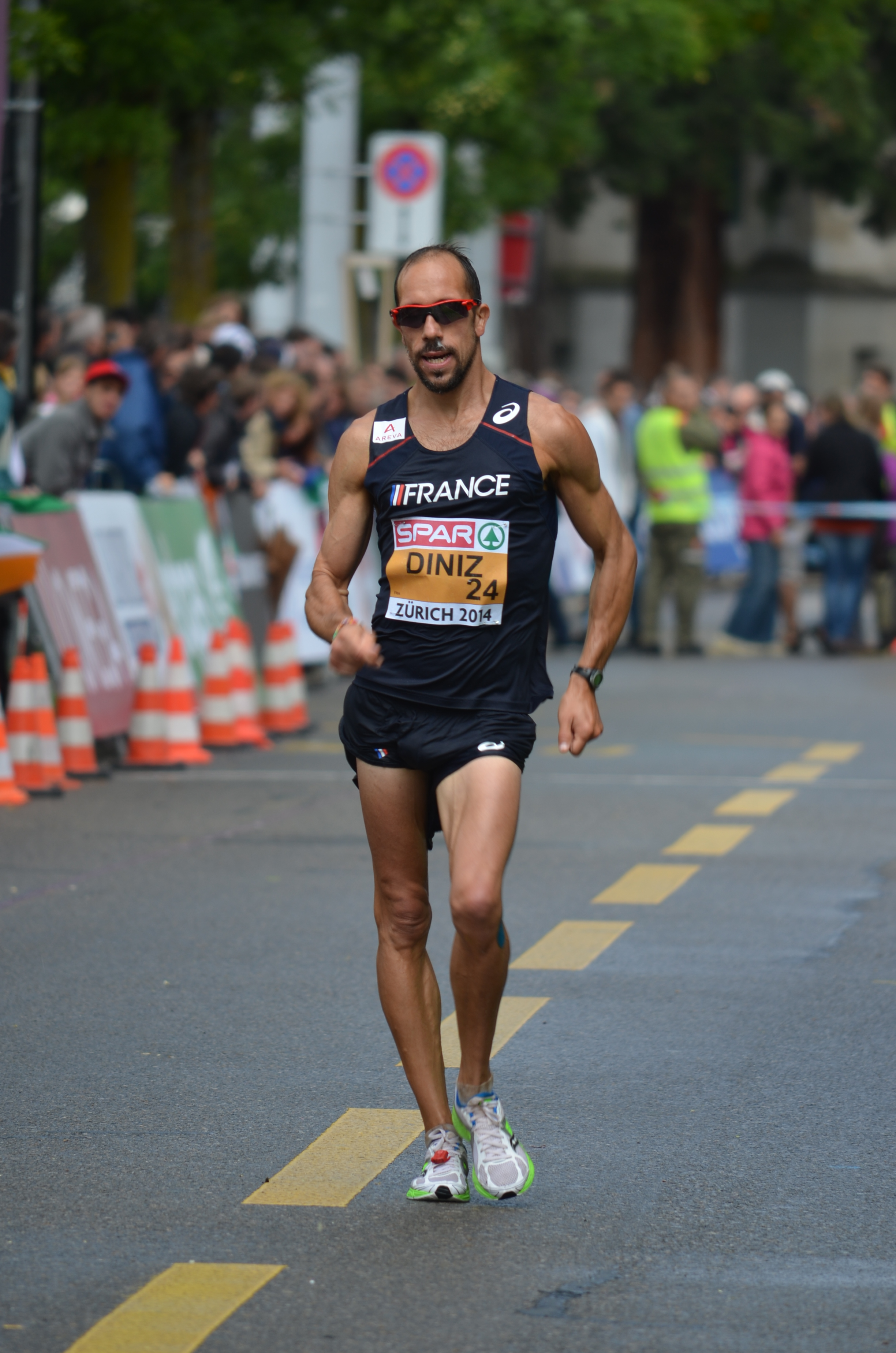
Йоанн Дини победил с новым мировым рекордом

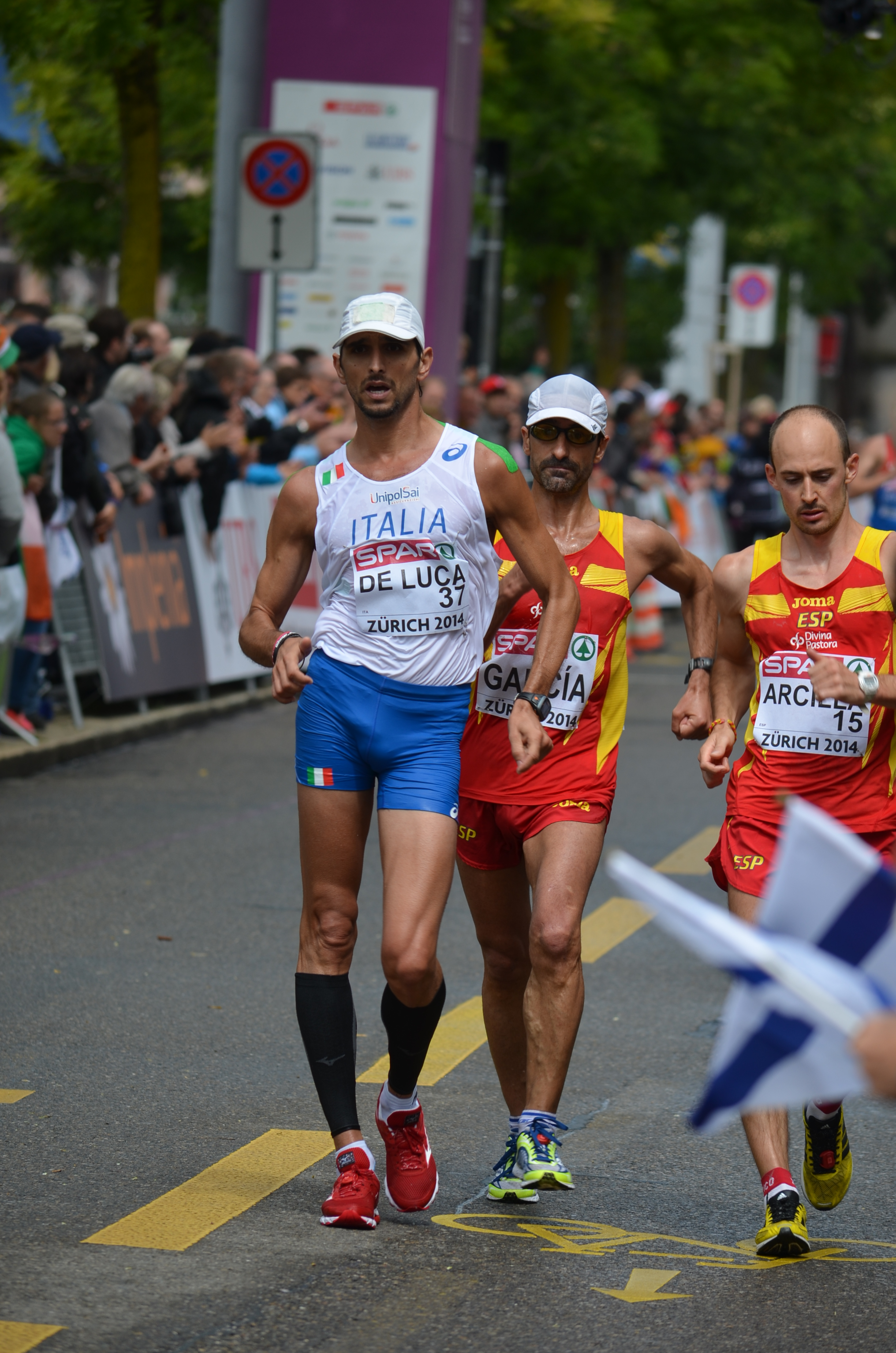
Итальянец Марко Де Лука финишировал 6-м с личным рекордом

| Место | Атлет                  | Гражданство | Время   | Примечания |
| ----- | ---------------------- | ----------- | ------- | ---------- |
| 1     | Йоанн Дини             | Франция     | 3:32.33 | WR, CR     |
| 2     | Матей Тот              | Словакия    | 3:36.21 | NR         |
| 3     | Иван Носков            | Россия      | 3:37.41 | PB         |
| 4     | Иван Банзерук          | Украина     | 3:44.49 | PB         |
| 5     | Игорь Главан           | Украина     | 3:45.08 |            |
| 6     | Марко Де Лука          | Италия      | 3:45.25 | PB         |
| 7     | Хесус Анхель Гарсия    | Испания     | 3:45.41 | SB         |
| 8     | Рафал Аугустин         | Польша      | 3:48.15 |            |
| 9     | Ато Ибаньес            | Швеция      | 3:48.42 | PB         |
| 10    | Яркко Киннунен         | Финляндия   | 3:48.49 |            |
| 11    | Алексей Казанин        | Украина     | 3:49.00 |            |
| 12    | Александрос Папамихаил | Греция      | 3:49.58 |            |
| 13    | Александр Яргунькин    | Россия      | 3:50.39 |            |
| 14    | Карл Доман             | Германия    | 3:51.27 | PB         |
| 15    | Брендан Бойс           | Ирландия    | 3:51.34 | PB         |
| 16    | Тадас Шушкявичюс       | Литва       | 3:52.39 |            |
| 17    | Вели-Матти Партанен    | Финляндия   | 3:52.58 | PB         |
| 18    | Душан Майдан           | Словакия    | 3:53.26 | PB         |
| 19    | Теодорико Капоразо     | Италия      | 3:58.23 | SB         |
| 20    | Франсиско Арсилья      | Испания     | 4:00.57 |            |
| 21    | Жан-Жак Нкулукиди      | Италия      | 4:01.12 |            |
| 22    | Мариус Кочоран         | Румыния     | 4:03.25 |            |
| 23    | Мартин Тистан          | Словакия    | 4:06.11 | PB         |
| 24    | Педру Изидру           | Португалия  | 4:07.44 |            |
| 25    | Лукаш Гдула            | Чехия       | 4:08.51 |            |
| 26 !  | Роберт Хеффернан       | Ирландия    | DNF     |            |
| 26 !  | Лукаш Новак            | Польша      | DNF     |            |
| 26 !  | Иван Троцкий           | Беларусь    | DNF     |            |
| 26 !  | Гжегож Судол           | Польша      | DNF     |            |
| 26 !  | Ричард Рекст           | Литва       | DNF     |            |
| 31 !  | Андреас Густафссон     | Швеция      | DQ      |            |
| 31 !  | Мацей Росевич          | Грузия      | DQ      |            |
| 31 !  | Павел Схром            | Чехия       | DQ      |            |
| 34 !  | Персеус Карлстрём      | Швеция      | DNS     |            |
| 35 !  | Михаил Рыжов           | Россия      | 3:39.07 | DQ [a]     |

a  8 февраля 2018 года Всероссийская федерация лёгкой атлетики сообщила о санкциях в отношении ходока Михаила Рыжова. На основании данных биологического паспорта был сделан вывод о применении спортсменом допинга. Все его выступления с 9 сентября 2012 года по 2 июня 2015 года были аннулированы, в том числе четвёртое место на чемпионате Европы — 2014 в ходьбе на 50 км с результатом 3:39.07.